# Гарбуз Володимир Васильович
Володимир Васильович Гарбуз (нар. 21 грудня 1951, с. Карапиші Миронівський район Київська область) — український художник. Член Національної спілки художників України від 1988 року. Неодноразовий номінант Національної премії України імені Т. Г. Шевченка.
Живописні та графічні роботи митця представлені в експозиціях низки українських та закордонних музеїв (Австралія, Канада, Польща, Словаччина), а також у приватних збірках.

## Біографія
Володимир Гарбуз народився 21 грудня 1951 року в с. Карапиші Миронівського району Київської області. Батько був бригадиром-трактористом, найбільше виробляв трудоднів у колгоспі. Мати працювала на буряках. Після 8-го класу юний Гарбуз вступив на курси трактористів.
У 1969 році вступив до київського художньо-будівельного професійно-технічного училища № 5. У 1971 році призваний до лав Збройних сил СРСР. Військову службу проходив у спецчастині (м. Москва), що оформляла «ідеологічно важливі» об'єкти. Служили в ній майже самі українці.
Працював оформлювачем акціонерного товариства «Київоздоббуд» з 1972 по 1979 роки. У 1981 році одружився, а за рік народився син Андрій.
В період з 1979 по 1990 роки працював на Київському комбінаті монументально-декоративного мистецтва об'єднання «Художник». Відтоді — на творчій роботі. З 1986 року учасник республіканських мистецьких виставок.
У 1987 році закінчив відділ книжкового мистецтва Українського поліграфічного інституту імені Івана Федорова у Львові (викладач — Ф. Глущук).

## Творчість

із циклу «Барви рідного краю»
«Мадонна»

Працює в галузі книжкової та станкової графіки, станкового живопису та монументального мистецтва.
Автор графічних серій на шевченківські теми — ілюстрацій до «Кобзаря», книг «Шевченко і вічність», «Стежками до світил», «Давидові псалми», а також олійних творів — «Катерина», «Перепоховання генія» та інші. Художник неодноразово говорив, що шевченківська тема є справою всього його життя.
Серед видань, ілюстрованих художником, — «Виклади давньослов'янських легенд, або Міфологія» Я. Головацького, «Український народ у своїх легендах, релігійних поглядах та віруваннях» Г. Булашева, «Три сестри» О. Стороженка, збірка українських народних казок «Чортів млин» та багато інших.
Володимир Гарбуз — художник жанрово різноманітний, технічно багатогранний. Творам притаманний синтез традицій язичництва та духовних надбань християнської культури. У кожному сюжеті митця, за його власними словами, неодмінно є щось від «космічно-прабатьківського», від легендарної предковічної землі України. Особливо виразно це простежується в жанрі пейзажу. Цикл краєвидів Наддніпрянщини — це не пейзажі у традиційному розумінні. Радше це симфонія експресії та кольору.

### Персональні виставки

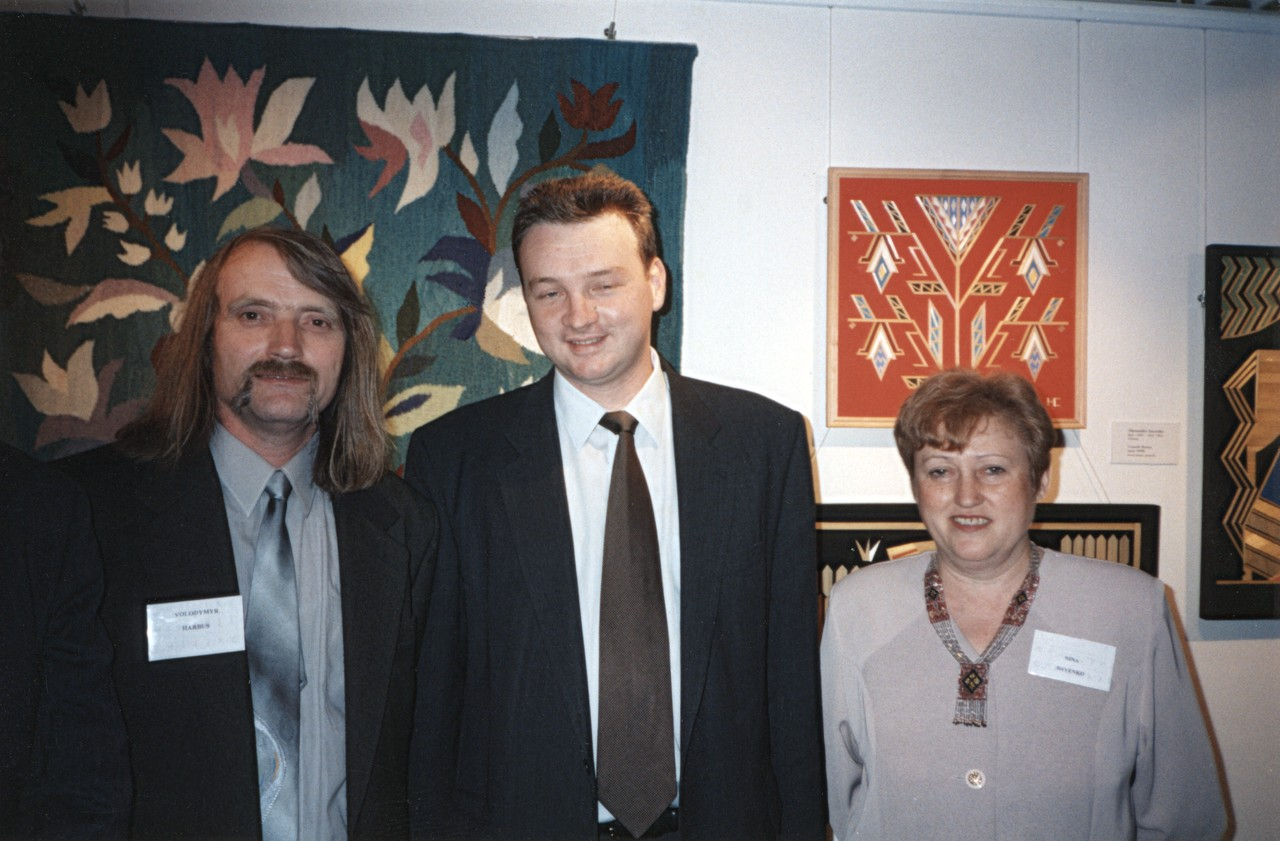
Володимир Гарбуз (зліва) і Ніна Саєнко (справа) разом з мером City of Parramatta David Borger, під час виставки організовано Спілкою українських митців Австралії (НПВ), квітень 2000 року.

- Київ (1994, 1995, 1998, 2001–2004)
- Париж (Франція) (1990).
- Сідней (Австралія) (2000).